# Alimento de calorias negativas
Um alimento de calorias negativas é um alimento que supostamente precisa de mais energia alimentar para ser digerido do que ele próprio fornece. Seu efeito térmico ou ação dinâmica específica - o "custo" calórico da digestão dos alimentos - seria maior do que seu conteúdo de energia alimentar. Embora sua popularidade seja recorrente em guias de dieta, não há evidências científicas que comprovem que qualquer alimento seja caloricamente negativo. Mesmo que algumas bebidas resfriadas sejam caloricamente negativas, o efeito é mínimo e exige que seja ingerida bastante água, o que pode ser perigoso, pois pode causar intoxicação por água.

## Controvérsia
Não há comprovação científica de que algum desses alimentos tenha um impacto calórico negativo. Alimentos considerados negativos em calorias são principalmente frutas e vegetais pouco calóricos, como aipo, toranja, laranja, limão, lima, maçã, alface, brócolis e repolho. No entanto, o aipo tem um efeito térmico de aproximadamente 8%, muito menos do que os 100% ou mais necessários para que um alimento tenha "calorias negativas".
Dietas baseadas em alimentos com calorias negativas não dão o resultado esperado, mas podem causar perda de peso porque satisfazem a fome enchendo o estômago com alimentos que não são caloricamente densos. Um estudo de 2005 com base em uma dieta à base de plantas com baixo teor de gordura descobriu que o participante médio perdeu 13 lb (5.9 kg) durante catorze semanas, e atribuíram a perda de peso à redução da densidade energética dos alimentos, em função do baixo teor de gordura e alto teor de fibras, e ao aumento do efeito térmico. No entanto, essas dietas não são "calóricas negativas", pois contêm energia. Outro estudo demonstrou que as dietas de calorias negativas (DCNT) fazem o mesmo efeito das dietas de baixa caloria (LCDs) em induzir a perda de peso quando ambas as dietas são associadas a exercícios.
A goma de mascar já foi especulada como "alimento com calorias negativas", porém um estudo sobre goma de mascar relatou queimaduras na mastigação de 11 kcal (46 kJ) por hora. Portanto, um chiclete que contenha aproximadamente 10 kcal precisaria ser mastigado por uma ou mais horas para chegar à "caloria negativa".